# Kustbevakningen

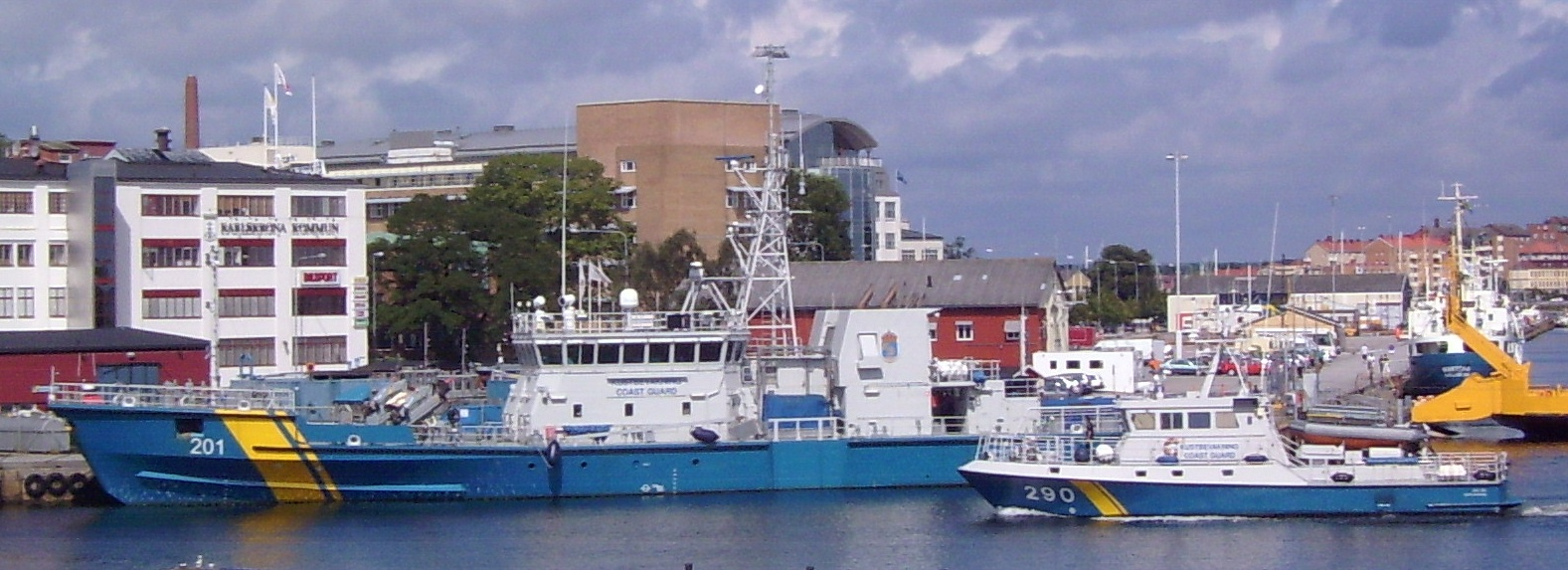
Kombinationsfartyget KBV 201 och övervakningsfartyget KBV 290 i Karlskrona

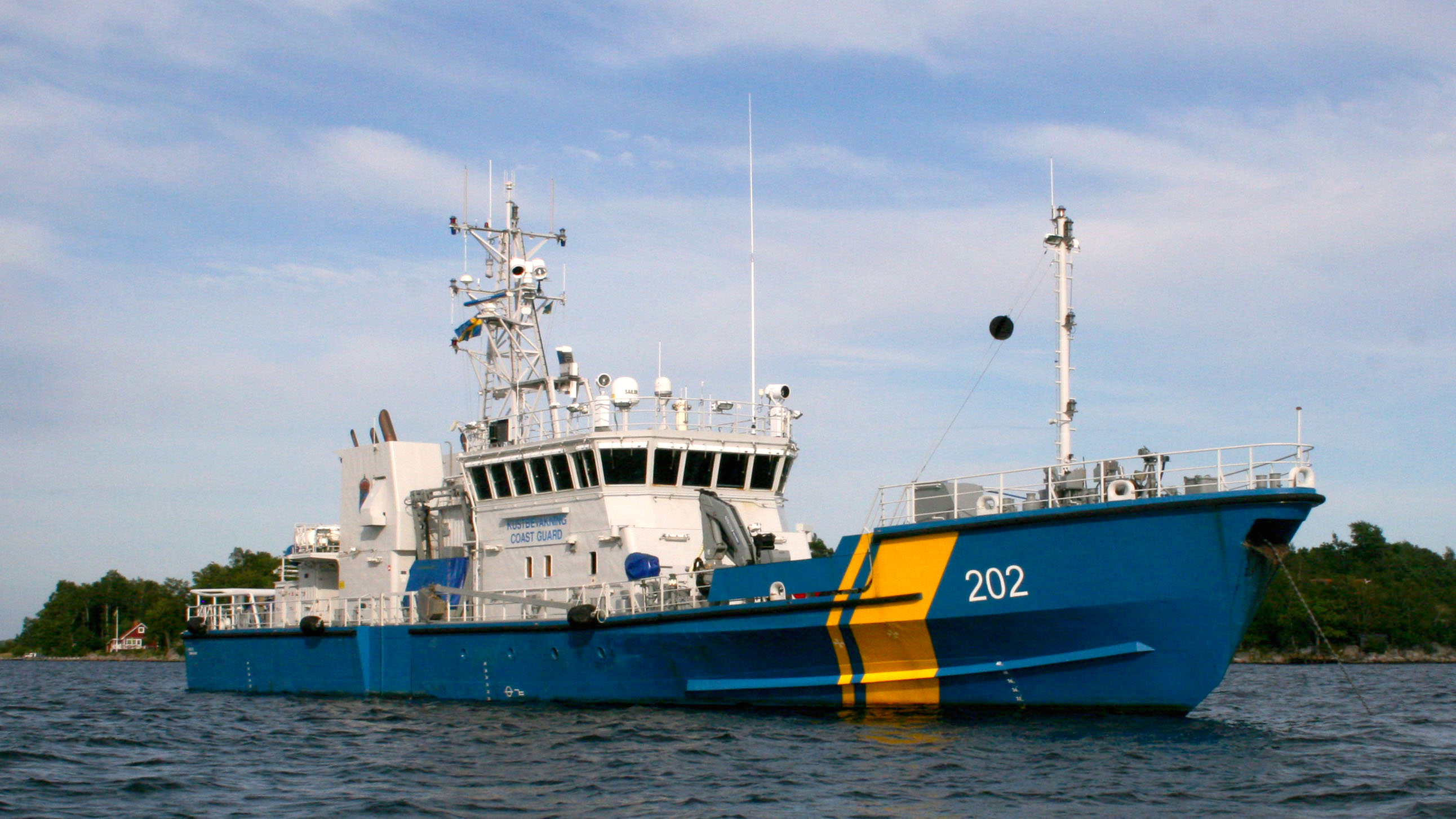
Kombinationsfartyget KBV 202 utanför Karlshamn

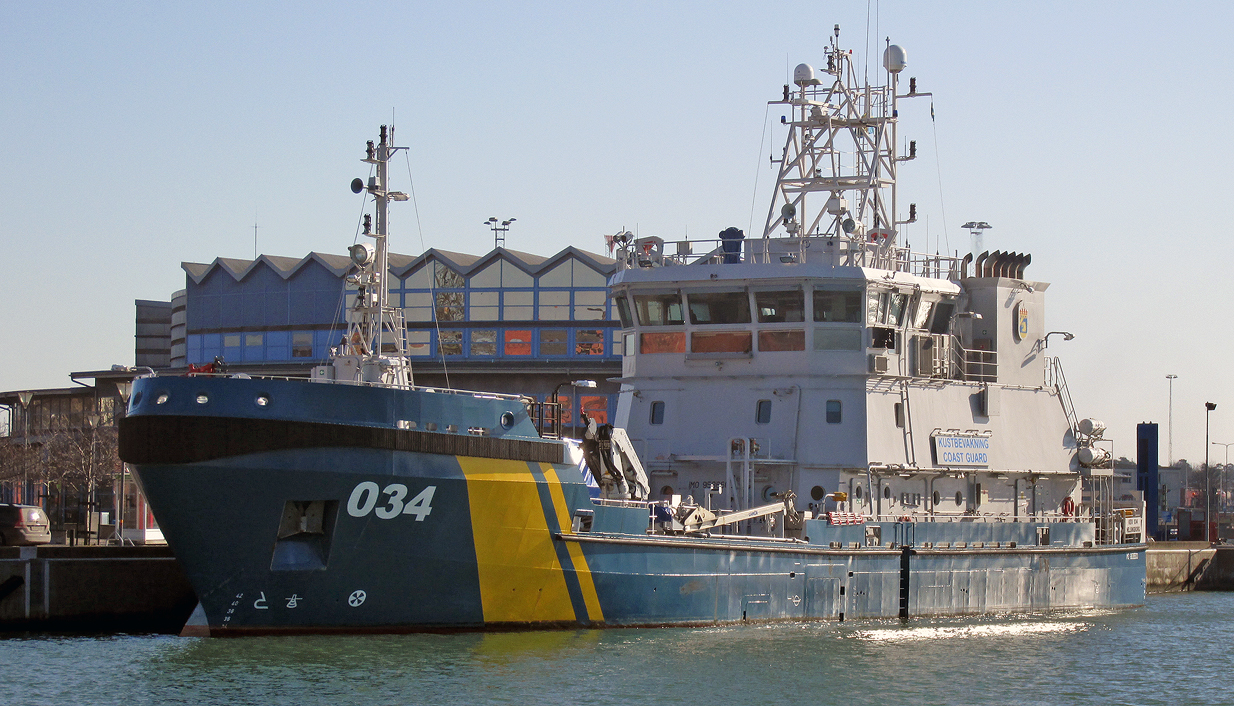
Kombinationsfartyget KBV 034 i Ystad

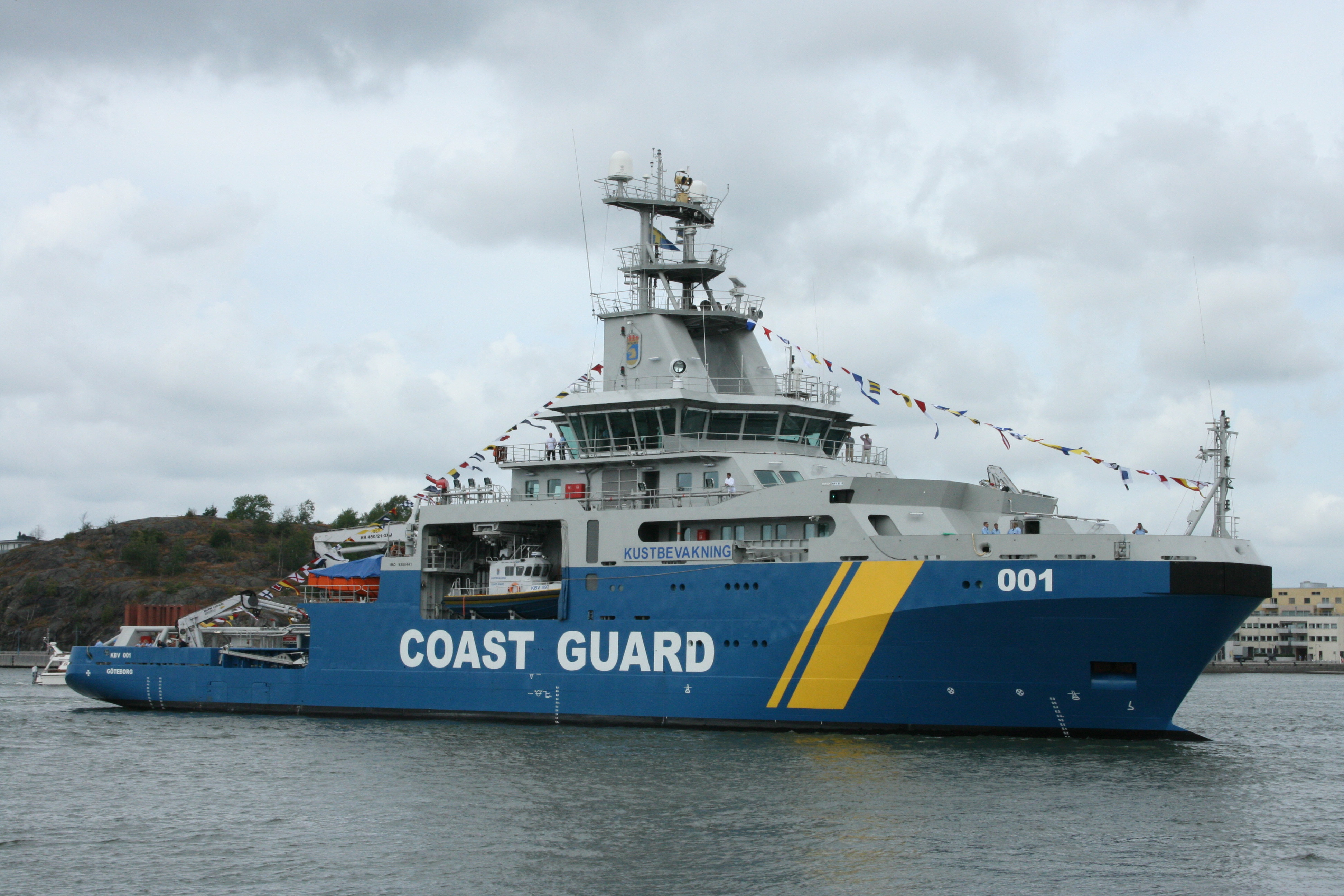
Kombinationsfartyget KBV 001 Poseidon i Göteborg

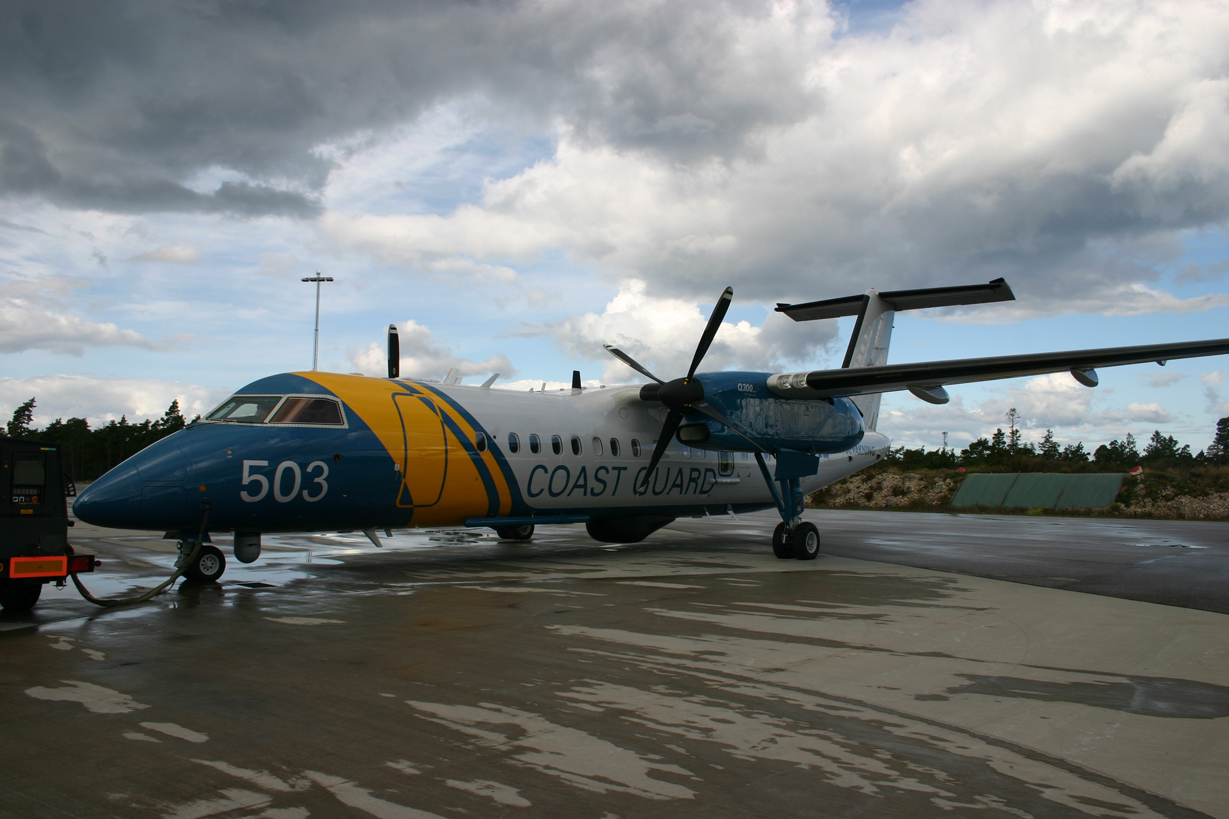
Flygplan av typ Dash 8

Kustbevakningen är en svensk statlig myndighet för den svenska kustbevakningen, vilken ligger under Försvarsdepartementet. Den övervakar och kontrollerar sjötrafiken och fisket, värnar miljön och hjälper människor till sjöss längs Sveriges kust samt i Mälaren och Vänern. 
Myndigheten är från 1 oktober 2022 beredskapsmyndighet och ingår i beredskapssektorerna ordning och säkerhet samt räddningstjänst och skydd av civilbefolkningen.

## Historik
År 1638 bestod Kustbevakningen av två strandridare. De var stationerade i Kalmar och hade till uppgift att förhindra smuggling och vrakplundring. Den 25 mil långa patrulleringen längs med Sveriges ostkust skedde till fots eller häst. Så sköttes arbetet i mer än 300 år. 
Kustbevakningen sköttes även i äldre tid med tulljakter och mindre båtar. På grund av intensivt lurendrejeri, särskilt under 1800-talets första hälft, var kustbevakningen 1833-1904 i vissa tulldistrikt militäriskt organiserad, dock som en integrerad del av Tullverket under tullbefäl. Den beväpnade, under krigslagarna ställda, personalen utgjordes av kustchefer, kustsergeanter och kustvakter. De civila graderna inom kustbevakningen var kustinspektor, överuppsyningsman och (jakt)uppsyningsman. Åren 1905-22 fanns två särskilda kustbevakningschefer för Skåne-Blekinge respektive Hallands-Göteborgs och Bohusläns distrikt. I övriga tullkammardistrikt utövades chefskapet av vederbörande tullförvaltare.
År 1900 anskaffades en ångare för Haparanda distrikt och 1910 införde kustbevakningen motorbåtar.
Under andra världskriget minskade smugglingen. Kustbevakaren fick då nya arbetsuppgifter såsom kontroll av sjötrafiken, visitation av fartyg och personer, kontroll av passerkort och plombering av radiosändare. 
Efter kriget fick kustbevakarna ytterligare arbetsuppgifter som jakttillsyn, organiserad sjöräddning, fiskeritillsyn och kontroll av säkerhetsbestämmelserna ombord på fartyg.
År 1971 fick kustbevakningen regeringens uppdrag att ansvara för oljebekämpning till sjöss och tre år senare även ansvaret för kemikalieutsläppen. År 1978 ålades man att också svara för havsfiskeövervakningen. År 1982 fick kustbevakarna polisiära befogenheter till havs samt i Vänern och Mälaren.
Kustbevakningen blev en egen myndighet 1988.

## Verksamhet
Kustbevakningens huvuduppgift är att utföra sjöövervakning och annan kontroll- och tillsynsverksamhet samt miljöräddningstjänst till sjöss. Den ska följa den internationella utvecklingen inom sitt verksamhetsområde och medverka i internationellt samarbete för att utveckla gränskontroll, brottsbekämpning till sjöss, miljöskydd till sjöss och annan sjöövervakning. Kustbevakningen ska också övervaka hastigheten och nykterheten till sjöss.
Kustbevakningen har inom sina områden delvis samma befogenheter som polisen, och dessa befogenheter har med tiden utökats. Sedan 2006 kan kustbevakningen utfärda ordningsbot vid brott mot sjötrafikförordningen, till exempel överskridande av hastighetsbegränsning.
Kustbevakningen har rätt att göra slumpmässiga nykterhetskontroller till sjöss med hjälp av alkometer.. För båtar under tio meter och som går långsammare än 15 knop gäller samma regler som tidigare. Kustbevakningen har rätt att stoppa dem och kontrollera nykterheten om man kan misstänka att båtföraren är påverkad av alkohol eller annat medel och inte kan framföra båten på ett säkert sätt. 
Kustbevakningstjänstemän bär liksom poliser pistol, pepparspray, batong och handfängsel. Till skillnad från polisen har Kustbevakningen en vapenlagstiftning som leder till att de endast får använda pistolen vid nöd, nödvärn, avlivande av skadat vilt eller oljeskadad sjöfågel.[källa behövs]

## Organisation
Från och med den första september 2016 har Kustbevakningen en ny organisation. Den nya organisationen innebär att Kustbevakningen skapar en nationell ledning som består av en verksledning och följande sex avdelningar: Metodutvecklingsavdelningen, Materiel- och lokalförsörjningsavdelningen, Operativa avdelningen, IT-avdelningen, Personal- och ekonomiavdelningen och Verksledningsstaben.
Antalet anställda i hela landet uppgår till drygt 800.

## Fartyg
Kustbevakningen förfogar över 31 större enheter;
- 10 kombinationsfartyg
- 16 övervakningsfartyg
- 5 miljöskyddsfartyg

Dessutom finns ett hundratal mindre båtar och vattenskotrar.
För att möta regeringens ökade krav på förmågan att kunna bogsera nödställda fartyg, tömma fartyg från last och bekämpa bränder till sjöss har Kustbevakningen tre stora kombinationsfartyg, i 001-serien. Fartygen kan bogsera med en kraft på 100 ton, vilket ska räcka att fånga och hålla ett tankfartyg på 150.000 ton i storm. Fartygens förmåga att ta upp olja och lagra den ombord är också stor. Fartygen är stationerade i Göteborg, Karlskrona och Slite. 
Vid behov deltar Kustbevakningen i sjöräddning, och har på aktuella enheter utrustning installerad för avlyssning och lokalisering av EPIRB-signaler (Emergency Position Indication Radio Beacon, radiofyr för lokalisering av nödställda). Under sjöräddningsuppdrag lyder man under Sjö- och flygräddningscentralen JRCC, Joint Rescue Coordination Center.

## Kustbevakningsflyget
Kustbevakningsflyget är baserat på Stockholm Skavsta Airport utanför Nyköping. Det används främst för livräddning, miljö- och fiskeövervakning och gränskontroll.
Kustbevakningen har tre flygplan av typen Bombardier Dash 8-300 MSA. Flygplanen patrullerar regelbundet den svenska kusten. Kustbevakningsflyget har också deltagit i internationella uppdrag, bland annat Operation Atalanta.

## Ledningscentraler
- Ledningsdistrikt Väst: Käringberget i Göteborg
- Ledningsdistrikt Ost: Nacka Strand i Nacka

## Generaldirektörer
- 1988–1996: Leif Sjöström
- 1996–2005:  Marie Hafström
- 2005–2008: Christina Salomonson
- 2008–2014: Judith Melin
- 2014–2018: Lena Jönsson
- 2018–2023: Therese Mattsson

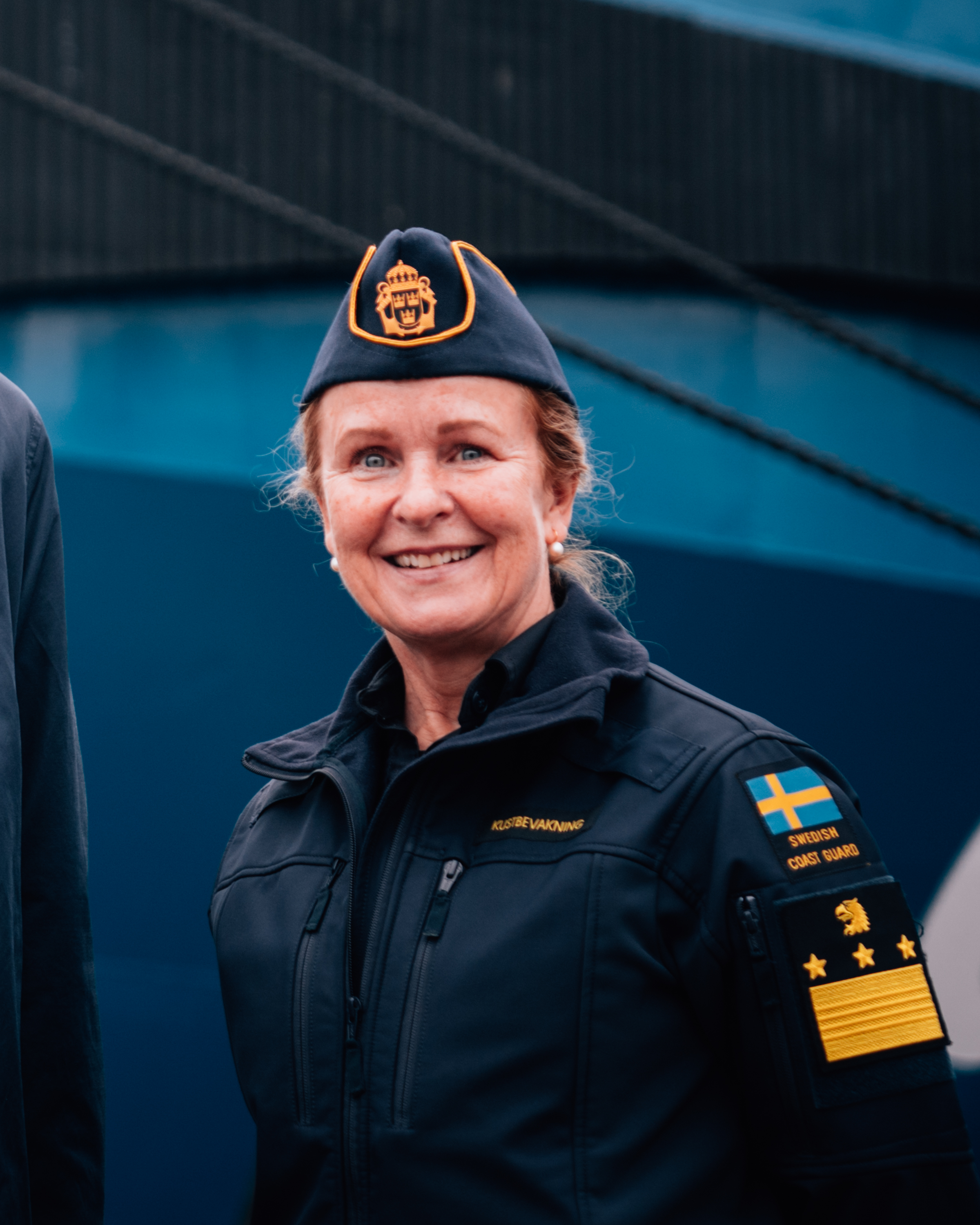
Therese Mattsson.

- 2023– : Lena Lindgren Schelin [b]

## Kustbevakningens uppgift i krig
Kustbevakningen spelar en viktig roll inom Sveriges totalförsvar och har specifika uppgifter under krig eller höjd beredskap. Enligt Förordning (1982:314) ska Kustbevakningens personal och materiel då användas inom Försvarsmakten för övervakning, transporter och andra uppgifter enligt överenskommelse mellan myndigheterna.
För att stärka samarbetet under sådana förhållanden har Kustbevakningen och Försvarsmakten ingått en överenskommelse som klargör förutsättningarna för Försvarsmaktens utnyttjande av Kustbevakningen vid beredskapslarm eller krig. Detta omfattar uppgifter som patrullering, övervakning av havsområden, visitation av fartyg, marin underrättelseinhämtning och eskort av sjötransporter.
Utöver detta ansvarar Kustbevakningen för miljöräddning till sjöss och arbetar för att minimera skador vid utsläpp av olja eller andra farliga ämnen, vilket är kritiskt för att skydda viktiga vattentillgångar under krig.